# Боркі (Конінський повіт)
Боркі (пол. Borki) — село в Польщі, у гміні Крамськ Конінського повіту Великопольського воєводства.
Населення — 175 осіб (2011).
У 1975-1998 роках село належало до Конінського воєводства.

## Демографія
Демографічна структура станом на 31 березня 2011 року:
|          | Загалом | Допрацездатний вік | Працездатний вік | Постпрацездатний вік |
| -------- | ------- | ------------------ | ---------------- | -------------------- |
| Чоловіки | 94      | 22                 | 59               | 13                   |
| Жінки    | 81      | 15                 | 45               | 21                   |
| Разом    | 175     | 37                 | 104              | 34                   |